# Lionel Corsini
Lionel Corsini, alias DJ Oil, est un musicien, DJ et producteur de musique électronique français. Il a été fondateur et membre du groupe Troublemakers.

## Biographie
Lionel Corsini est né le 5 septembre 1971 à Marseille. Il grandit dans le quartier de la Belle de Mai. Il découvre très jeune la musique avec son père, docker et collectionneur de disques et ancien DJ.  
Élève de la classe d’electro-acoustique du conservatoire de Marseille, dès l’âge de 15 ans, il pratique les raves sauvages ou officielles. À 17 ans, il devient sous le nom de DJ Oil, DJ résident de la discothèque « Le Trolleybus » à Marseille. Il a longtemps animé une émission sur Radio Grenouille.
Compositeur, musicien (basse, batterie, claviers), producteur, programmateur de festivals et DJ, sa musique évolue entre funk, jazz, rhythm and blues, hip-hop, latino, electro et acid jazz. 
Lionel Corsini est le fondateur du groupe Troublemakers avec Fred Berthet et Arnaud Taillefer, qu'il rencontre à la Friche Belle de Mai. Dès son premier disque Doubts & Convictions paru en 2000 sur un label américain pointu, Guidance Recordings (en), le groupe connaît une reconnaissance internationale. Leur second album, Express Way, sort en 2004 sur le label Blue Note.
Après la suspension de l’aventure Troublemakers, il poursuit des projets solo : de nombreux concerts live et des sets de DJ dans des clubs ou festivals dans le monde entier. Il est aussi sound designer pour des lieux ou évènements (hôtels, défilés de mode, …). En 2013, il fonde un collectif citoyen marseillais appelé « les Sentinelles », qui porte notamment sur la culture. Il conçoit une exposition de pochettes de disques en 2015.
Il sort plusieurs albums solos, dont le troisième, Bref avenir, est publié en 2018,.

## Discographie

### En solo
- 2012 - Black notes (Discograph)
- 2015 - Phantom (BBE records)
- 2018 - Bref Avenir (Les Disques de la Mort, regroupement de trois EP)

### Autres projets
- 2006 - 2009 projet « Ashes to Machine », avec Jeff Sharel et Charles Houdart. Quatre ans de résidences dans 40 pays principalement en Afrique et en Amérique du Sud avec des spectacles en live avec les artistes rencontrés.
- 2012 - bande originale du film Toril de Laurent Teyssier
- 2017 - bande originale du documentaire Raisins amers